# Аларкон, Абель
Абель Аларкон де ла Пенья (исп. Abel Alarcón de la Peña; 10 октября 1881, Ла-Пас — 20 октября 1954, Буэнос-Айрес) — боливийский политик, юрист, писатель, поэт и переводчик. Его творчество охватывает различные жанры, включая исторические работы и переводы, политические эссе, а также поэзию и фантастику.

## Ранняя жизнь
Абель Аларкон родился 10 октября 1881 года в Ла-Пасе в семье Бенедикто Аларкона, декана Высшего суда Ла-Паса, и Клементины де ла Пенья. Он получил образование в семинарии Ла-Паса, а затем учился в Высшем университете Сан-Андреса, где в 1898 году получил степень бакалавра искусств, а в 1900 году — бакалавра права и политических наук, а в 1902 году — лиценциата права и политических наук, а в 1903 году — доктора права.

## Карьера
Аларкон начал свою карьеру в 1903 году, когда он стал редактором материалов Национального сената. Член Либеральной партии, с 1904 года он был директором Публичной библиотеки Ла-Паса. В это время, в 1905 году, Аларкон стал членом литературного кружка Palabras Libres, который раз в три недели публиковал колонку в утренней газете El Diario. Аларкон сосредоточил свои публикации на изучении испанского языка и на территориальном споре между Боливией и Парагваем за регион Чако. Кроме того, он вместе с коллегой-либералом Хосе Луисом Техада Сорсано освещал новые авангардные литературные и художественные произведения из-за рубежа.
В 1906 году Аларкон был назначен директором архива в Министерстве иностранных дел и проработал в этой должности два года, после чего был назначен руководителем консульского отдела до 1913 года. С июня 1916 года по август 1917 года он был генеральным секретарём Высшего университета Сан-Андрес. Во время президентства Хосе Гутьерреса Герры он ушёл в отставку, чтобы стать помощником секретаря по вопросам общественного образования при министре образования Клаудио Санхинесе.
С 1920-х до середины 1930-х годов Аларкон путешествовал за границей, работая профессором в университетах Сантьяго (1920—1922), США (1923—1925) и Австрии (1932—1934). В 1935 году он вернулся в Боливию. До своей смерти в Буэнос-Айресе 20 октября 1954 года он занимал должность секретаря Боливийской академии языка.

## Публикации
- Alarcón, Abel. Pupilas y cabelleras :  [исп.]. — La Paz : Imp. y litografía artística, 1904.
- Alarcón, Abel. Insomnio :  [исп.]. — Impr. Velarde, 1905.
- Alarcón, Abel. De mi tierra y de mi alma :  [исп.]. — La Paz : Imp. Velarde, 1906.
- Alarcón, Abel. El Imperio del Sol: Canto a la confraternidad de Hispano-América y homenaje al pueblo de la Paz en el centenario de la independencia :  [исп.]. — Santiago : Impr. La Ilustración, 1909.
- Alarcón, Abel. Relicario :  [исп.]. — La Paz : González y Medina, 1919.
- Alarcón, Abel. California la bella :  [исп.]. — Madrid : Renacimiento, 1926.
- Alarcón, Abel. En la corte de Yahuar-huacac: novela original incaica :  [исп.]. — Valparaíso : Editorial Nascimento, 1929.
- Alarcón, Abel. Érase una vez: historia novelada de la Villa Imperial de Potosí :  [исп.]. — Editorial Nascimento, 1935.
- Alarcón, Abel. Cuentos del viejo Alto Perú :  [исп.]. — Editorial Arno, 1936.
- Alarcón, Abel. A los genios del Siglo de Oro :  [исп.]. — Centenario, 1948.